# Кубок Каспия
Кубок Каспия — Второй этап конкурса Каспийское море — 2015 под названием «Кубок Каспия» примут экипажи надводных кораблей четырёх стран. Они пройдут круг по заданному маршруту, выполнят боевые упражнения по поражению малоразмерных морских и воздушных целей, плавающих мин. После осуществят перевод корабля на якорную стоянку, постановку на якорь, на шпринг, прием/передачу сигналов с использованием флагов расцвечивания. Затем участникам будут даны координаты «терпящего бедствие» корабля. Экипажам потребуется прибыть на место происшествия, произвести спасение и подъём на борт пассажиров.

#### Командный зачёт
| Место | Команда     |
| ----- | ----------- |
| 1     | Россия      |
| 2     | Казахстан   |
| 3     | Азербайджан |

## Правила состязаний
Соревнование состоит из четырёх этапов:
1. Индивидуальная гонка.
2. Спринт и гонка преследования.
3. Спортивный этап.
4. Эстафета.

## Соревнования между экипажами кораблей по применению корабля по предназначению с выполнением боевых упражнений артиллерийских стрельб

### Маршрут
1 круг.

### Скорость
12 узлов.

### Старт
Старт неодновременный, с интервалом 2 часа.

### Участки маршрута
- район ожидания
- рубежи старта и финиша
- районы выполнения боевых упражнений
- штрафные участки акватории после каждого района выполнения артиллерийских стрельб

### Участки для выполнения артиллерийских стрельб
- исходный рубеж
- рубежи открытия и прекращения огня

### Мишени
- для выполнения артиллерийских стрельб по малоразмерной морской цели (МКЩ пр. 455 — 1-2 ед.)
- для выполнения артиллерийских стрельб по воздушной цели (метеозонд, светящаяся авиационная бомба САБ, парашютная мишень М-6 — по количеству участников с учётом резерва)
- для выполнения артиллерийских стрельб по плавающей мине (макеты плавающих мин — по количеству участников с учётом резерва)

## Соревнование между экипажами кораблей по морской выучке

### Маршрут
10-15 миль.

### Скорость
12 узлов.

### Старт
неодновременный, с интервалом 30 минут в очередности по результатам первого дня соревнований.
1 участок маршрута
В ходе этапа на первом участке маршрута проводится соревнование по скорости приема и передаче сигналов с использованием флагов расцвечивания в объёме МСС-65. Каждому из кораблей последним сигналом доводится точка с координатами, в которой необходимо провести опознавание с администрирующим кораблем для получения следующего задания.
2 участок маршрута
На втором участке маршрута экипаж корабля получает координаты точки, в которой необходимо стать на якорь с заданным курсом корабля.
3 участок маршрута
После съемки с якоря корабль со скоростью 12 узлов осуществляет переход в контрольную точку, производит опознавание и получает координаты «малоразмерного судна, терпящего бедствие», в рамках эпизода экипаж корабля отрабатывает мероприятия по спасению людей, находящихся на плаву. Эпизод завершается подъёмом макета человека на борт корабля. По завершении эпизода корабль следует на линию финиша.

## Штрафы
В случае не поражения целей назначается «штрафной круг»: отклонение от назначенного основного маршрута к штрафному бую, огибание его и возвращение в конечную точку по маршруту выполняемого эпизода. В случае касания штрафного буя корпусом корабля при прохождении «штрафного круга» общее время увеличивается на 1 минуту.

## Подведение Итогов
Итоговый результат этапа «Кубок Каспия» определяется на основании количества баллов, заработанных на первом и втором этапах. Команда, показавшая минимальное общее время за прохождение дистанции, и время, добавленное за невыполнение оценочных показателей (штрафной круг) при выполнении боевых упражнений, занимает первое место в рейтинговой таблице с начислением 5 рейтинговых баллов, за второе место начисляется 4 балла, за третье — 3 и за четвёртое — 2 балла.